# Uvsjön, Ångermanland
Uvsjön är en sjö i Örnsköldsviks kommun i Ångermanland och ingår i Nätraåns huvudavrinningsområde. Sjön har en area på 1,22 kvadratkilometer och ligger 188,1 meter över havet. Sjön avvattnas av vattendraget Uvån.

## Delavrinningsområde
Uvsjön ingår i det delavrinningsområde (703638-160584) som SMHI kallar för Utloppet av Uvsjön. Medelhöjden är 246 meter över havet och ytan är 22,26 kvadratkilometer. Det finns inga avrinningsområden uppströms utan avrinningsområdet är högsta punkten. Uvån som avvattnar avrinningsområdet har biflödesordning 2, vilket innebär att vattnet flödar genom totalt 2 vattendrag innan det når havet efter 59 kilometer. Avrinningsområdet består mestadels av skog (79 procent). Avrinningsområdet har 1,38 kvadratkilometer vattenytor vilket ger det en sjöprocent på 6,2 procent.